# Heddy Lester
Hendrika Georziena Affolter (Amsterdam, 18 juni 1950 – aldaar, 30 januari 2023), beter bekend onder de artiestennaam Heddy Lester, was een Nederlands zangeres en actrice die vooral bekendheid kreeg door haar deelname aan het Eurovisiesongfestival van 1977.

## Levensloop

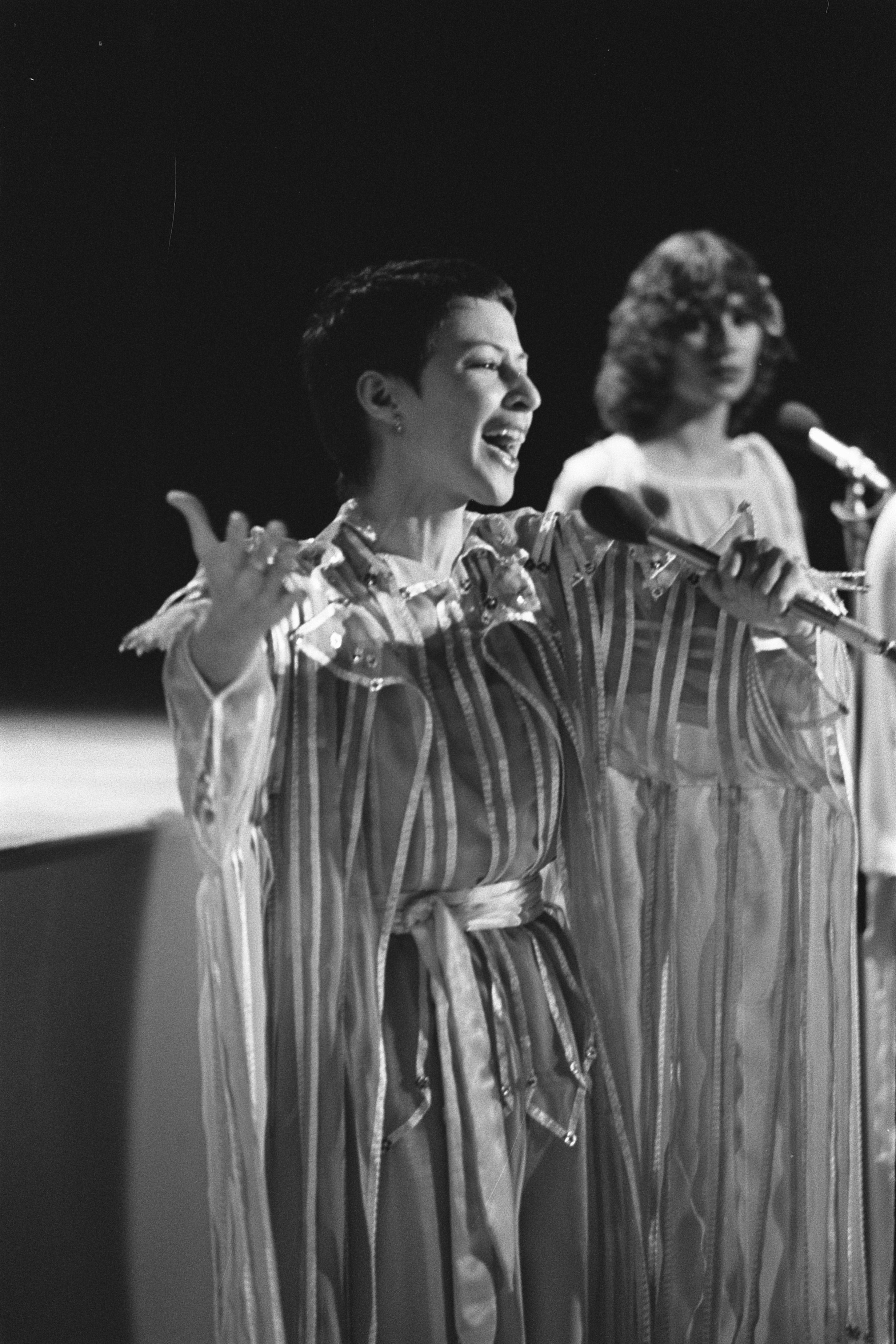
Heddy Lester tijdens het Nationaal Songfestival 1977

Na een afgebroken studie op de Amsterdamse Kleinkunstacademie vormde Lester in 1969 met Gert Balke het duo April Shower, waarmee ze in 1971 met het Engelstalige nummer Railroadsong een kleine hit hadden. De moeder van Heddy, Louise de Montel, zong onder meer bij Toon Hermans en Gerard Walden. Zij was joods en haar man, Coen Affolter, leerde ze kennen in Kamp Vught. In de jaren 70 opende Affolter nachtclub Iboyah in Amsterdam. Daar ontmoette Lester Ramses Shaffy, met wie ze gedurende de jaren 70 regelmatig zou optreden.
Met het nummer De mallemolen (tekst door Wim Hogenkamp; muziek van haar broer Frank Affolter) deed Lester mee aan het Eurovisiesongfestival in 1977. Van de achttien deelnemers eindigde ze met 35 punten als twaalfde.
Met haar broer Frank en tekstschrijver Hogenkamp maakte ze tussen 1979 en 1987 diverse programma's. Voor haar eerste soloprogramma ontving Lester in 1979 samen met haar broer als allereerste de Pall Mall Exportprijs. Vanaf 1987 werkte ze ook als freelance actrice in het theater.
In 1991 vertolkte Lester de rol van moeder in de film De tranen van Maria Machita, de film werd bekroond met een Tuschinski Award en een Gouden Kalf in de categorie Beste korte film.
In 2001 deed Lester de stem van Mevrouw Packard in de animatiefilm Atlantis: De Verzonken Stad. In 2020 was ze weer even op tv bij Even tot hier. Daarnaast speelde ze de moeder van Gerri van Vlokhoven (Frank Lammers) in de film Groeten van Gerri.
Lester overleed op 72-jarige leeftijd aan de gevolgen van blaaskanker.